# 克勉二世
克勉二世（拉丁語：Clemens PP. II；1005年—1047年10月9日）本名莫爾斯萊本暨霍爾恩布爾格伯爵蘇伊德格爾（Suidger, Graf von Morsleben und Hornburg），於1046年12月24日至1047年10月9日岀任教宗。克勉二世最終因铅糖中毒去世。

## 譯名列表
- 二世：天主教香港教區禮儀委員會：禧年專頁（页面存档备份，存于）作。
- 二世：香港天主教教區檔案　歷任教宗作。
- 克雷芒二世：《大英簡明百科知識庫》2005年版[永久]、《世界人名翻譯大辭典》1993年版作克雷芒。